# Камилла (имя)
Имя Ками́лла (англ. Camilla) происходит от римского когномена (личного или родового прозвища) Camillus. Этот когномен подчеркивал благородство данного рода.

## Персоналии
- Камилла — королева Соединённого Королевства и других стран-членов Содружества
- Камилла — персонаж римской мифологии, дева-воительница, персонаж «Энеиды» Вергилия.
- Камилла, сестра Горациев — персонаж древнеримской истории.
- Камилла (? — 437) — затворница из Равенны, католическая святая (день памяти — 3 марта).